# Abrivado
El abrivado es una palabra provenzal que significa "alce, prisa", y que se utiliza para designar la conducción de los toros desde los pastos hasta las arenas bajo la supervisión de los pastores. El bandido (del provenzal bandir o fòrabandir, "expulsar" los toros), designaba el regreso de los toros de la plaza de toros a la dehesa. El bandido (del provençal bandir o fòrabandir, « expulsar » los toros), designaba el regreso de los toros de las arenas a los pastos.
Hoy en día, cada uno de estos términos designa una tradición taurina provenzal y del Languedoc que consiste en simular estos traslados de toros soltándolos en las calles previamente cortadas de una ciudad o pueblo.

## Orígenes
En sus orígenes (anteriormente a la implementación de camiones para el traslado de los animales, actualmente denominados "carros de toros"), el abrivado consistía en la conducción de los astados desde los pastos hasta las arenas, donde los animales participaban en las denominadas corridas camarguesas.
Para que este recorrido transcurriera sin incidentes, el bioù o buòus ("toro o toros" en provenzal) eran guiados por una docena de jinetes dispuestos en forma de V.
Al cruzar las aldeas, a menudo sucedía que los jóvenes aldeanos trataban de sacar a los animales del camino, para divertirse. Para limitar el riesgo de que sus toros se escaparan, el pastor les hacía cruzar el pueblo a galope, a la mayor velocidad posible.

## Hoy en día

### Abrivado
Hoy en día, los abrivados se organizan especialmente en el marco de las fiestas locales de muchos pueblos y ciudades de las Bouches-du-Rhône, Vaucluse, Gard y Hérault. Durante el transcurso del festejo, las calles están cortadas por barreras para evitar que los toros se escapen.
Los gardianes impiden que los attrapaïres ("cazadores" en provenzal, que representan a los jóvenes del pueblo de antaño) dejen caer el toro; los atrapaïres compiten en habilidad y temeridad. Incluso hay competiciones de abrivado en las que participan varios pastores y se juzgan por el número de toros que traen a casa.

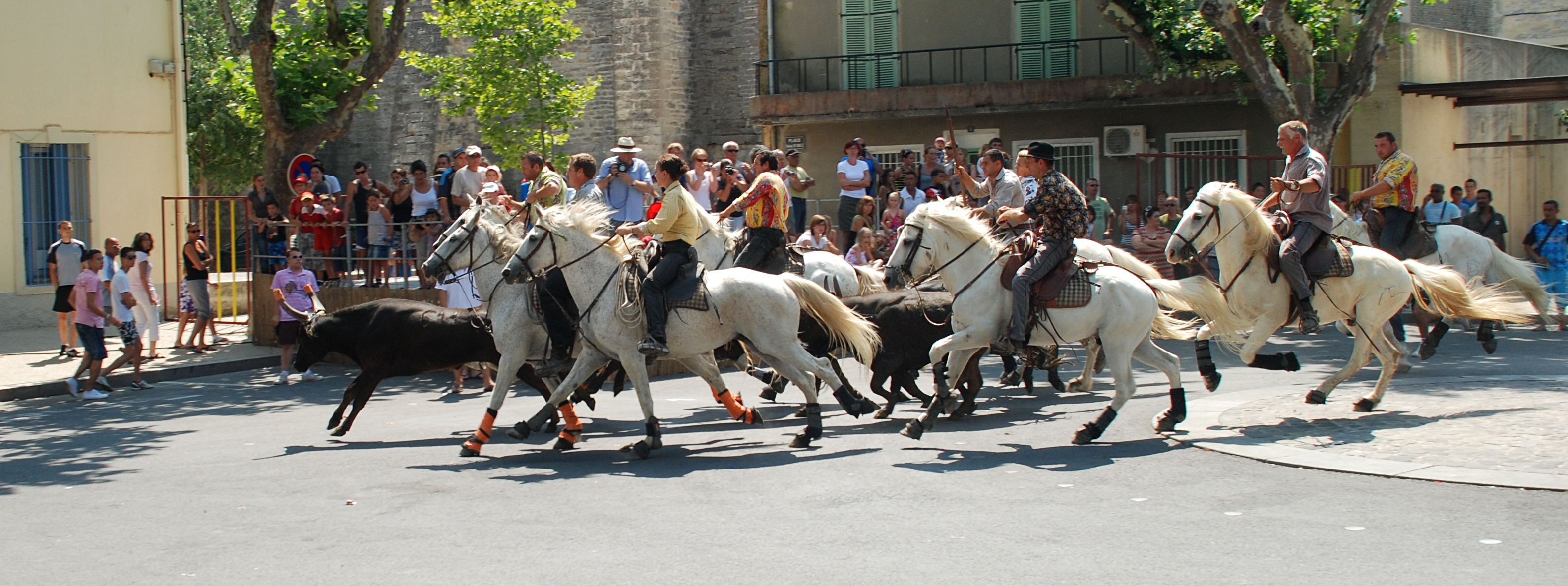
Abrivado a Calvisson.

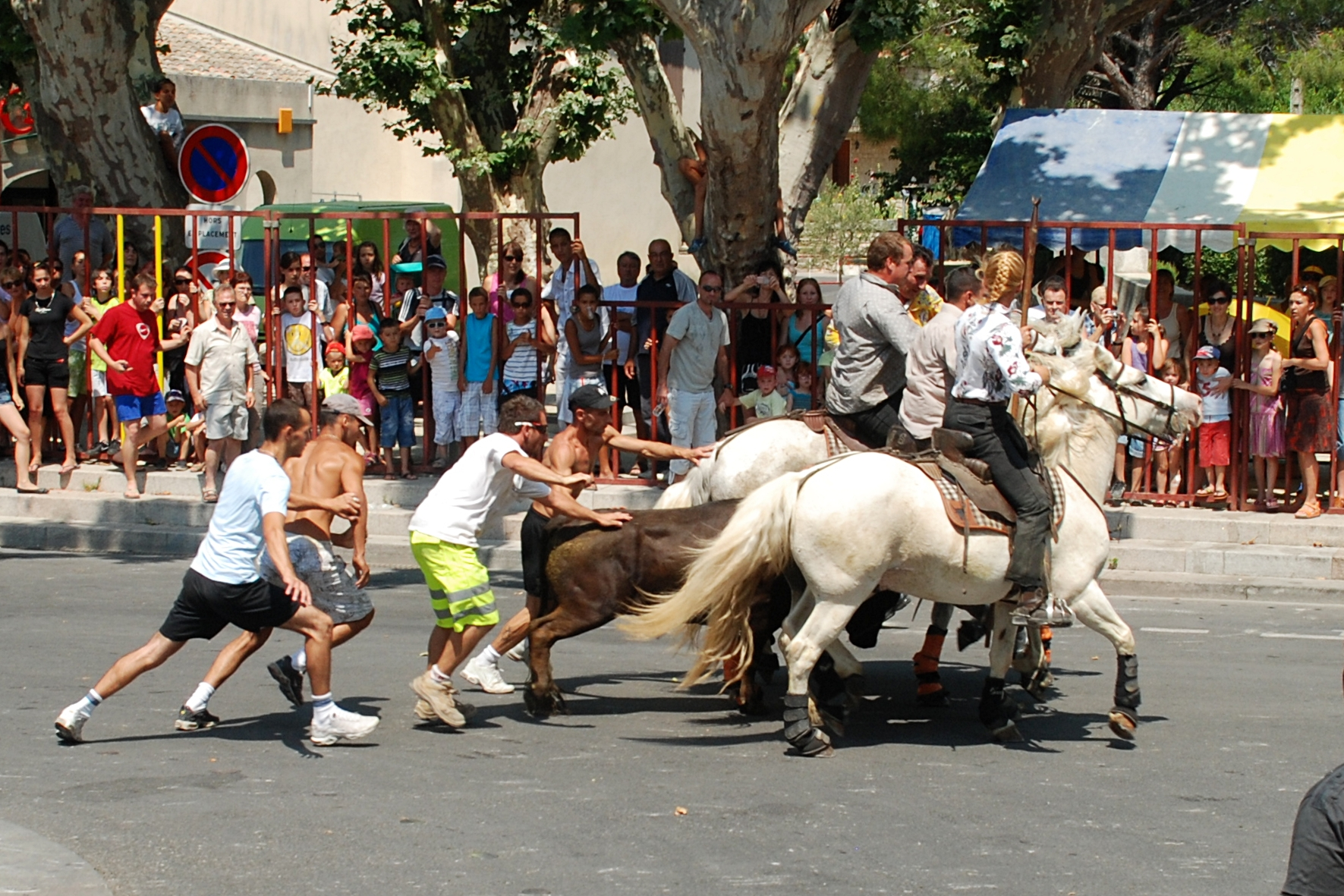
Atrapaïre en acción durante la abrivado-bandido de Calvisson.

### Abrivado larga
Una variante de este festejo, que en realidad es un retorno a las raíces del mismo, es el abrivado largo.
El inicio, que tiene lugar a varios kilómetros del pueblo, suele ir precedido por un almuerzo para los participantes denominado "almuerzo en la pradera".
Los toros son dirigidos por un número de jinetes que oscila entre los 10 y los 20. Por lo que respeta a los corredores, estos se sitúan delante de los astados, separándolos e intentando hacerles caer. Fueron apodados como "carboneros" porque se ennegrecían la cara para no ser reconocidos.
Si un animal escapa, capturarlo es entonces una operación peligrosa y difícil.

## Equivalente en España
El equivalente del abrivado en España se llama encierro, mientras que en el sur de Francia, este término se utiliza para referirse a un simple encierro en un pueblo, sin la presencia de jinetes.

## Ortografía y pronunciación

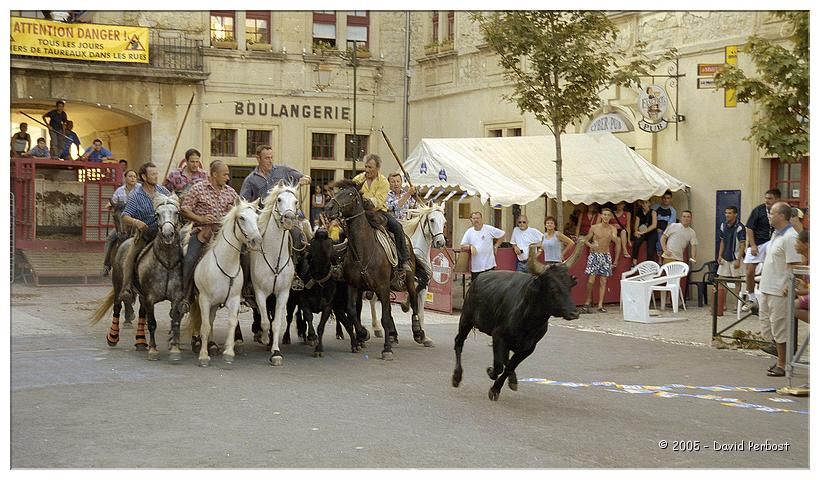
Abrivado a Caveirac.

Abrivado es una palabra femenina y, como todas las palabras provenzales, invariable en el plural.
Como en la mayoría de las lenguas románicas, el acento tónico debe ponerse en la penúltima sílaba (abrivado), y no en la última como en francés. Por ello, en provenzal, la pronunciación de la vocal "o" al final de palabra es prácticamente la de una vocal lenta, lo que da aproximadamente una abrivade.